# Bouconville-sur-Madt
Bouconville-sur-Madt är en kommun i departementet Meuse i regionen Grand Est (tidigare regionen Lorraine) i nordöstra Frankrike. Kommunen ligger i kantonen Saint-Mihiel som tillhör arrondissementet Commercy. År 2022 hade Bouconville-sur-Madt 100 invånare.

## Befolkningsutveckling
Antalet invånare i kommunen Bouconville-sur-Madt
| Referens: INSEE |